# مقاطعة ميلر (أركنساس)
مقاطعة ميلير (بالإنجليزية: Miller County)‏ هي إحدى مقاطعات ولاية أركنساس في الولايات المتحدة الأمريكية.